# Comuna de Gdów
Gdów (polaco: Gmina Gdów) é uma gminy (comuna) na Polónia, na voivodia de Pequena Polónia e no condado de Wielicki.
De acordo com os censos de, a comuna tem 16000 habitantes, com uma densidade 148,1 hab/km².

## Área
Estende-se por uma área de 108 km².